# ФК Шиофок
ФК Шиофок БФК или скраћено Шио (мађ. Balaton FC Siófok) је фудбалски клуб из Шиофока, Мађарска, градића смештеног на обали језера Балатон. Утакмице играју на домаћем вишенаменском стадиону Геза Ревес, капацитета од 10.500 гледалаца. Боје клуба су плава и жута.

## Историја
Клуб је основан 1921. године под именом Спортко друштво Шиофок (Siófok SE). 
ФК Шиофок БФК је постао чланом прве Мађарске фудбалске лиге, први пут 1985. године и био је све до 1994. После тога је постао опет члан прве лиге 1996. све до 2000. па опет од 2002. до 2004. Поново је постао прволигаш у сезони 2006/07, захваљујући одузимању бодова претенденту за прву позицију и улазак у прву лигу ФК Сомбатхељу због неправилне регистрације неколицине играча.
Највећи успех клуба, поред играња у прволигашком такмичењу је сезона 1984. када је играо у финалу мађарског купа. Шиофок је у финалу играо против ФК Ђер Раба Вашаш ЕТОа и победио са резултатом 2:1 и тако постао победник купа.

## Име клуба
- 2005: ФК Шиофок Бодајк, (Bodajk FC Siófok)
- 2004: ФК Шиофок Бањас,
- 2003: ФК Балатон, (Balaton FC)
- 1999: ФК Шиофок,
- 1999: ФК Балатон ТВ-Шиофок,(Balaton TV-Siófok FC)
- 1998: ФК Шиофок,
- 1956: ФК Шиофок Бањас,
- 1921: СД Шифок, (Siófok SE)

## Такмичење у првој Мађарској лиги
Од 1986. године ФК Шиофок је почео своје такмичење у првој Мађарској лиги, са прекидима играо је укупно 16 сезона. До сада најбољи резултат је постигао у сезони 1991/92 када је завршио такмичење на четвртом месту у конкуренцији од шеснаест тимова и у сезони 2003/04 када је играо под именом ФК Балатон. 
| Сезона  | УУ  | ПБ  | НР  | ИЗ  | ГД-ГП   | ГР   | Бо  | Позиција на табели     |
| ------- | --- | --- | --- | --- | ------- | ---- | --- | ---------------------- |
| 2007/08 | 30  | 6   | 9   | 15  | 33-46   | -13  | 27  | 14                     |
| 2003/04 | 32  | 14  | 8   | 10  | 34-24   | +10  | 50  | 4                      |
| 2002/03 | 32  | 12  | 11  | 9   | 45-43   | +2   | 47  | 5                      |
| 1999/00 | 32  | 7   | 7   | 18  | 26-51   | -25  | 25  | 15: Испао у другу лигу |
| 1998/99 | 34  | 7   | 9   | 18  | 32-49   | -17  | 30  | 15                     |
| 1997/98 | 34  | 11  | 8   | 15  | 38-43   | -5   | 41  | 12                     |
| 1996/97 | 34  | 10  | 10  | 14  | 36-53   | -7   | 40  | 12                     |
| 1993/94 | 30  | 6   | 10  | 14  | 33-49   | -16  | 22  | 14: Испао у другу лигу |
| 1992/93 | 30  | 11  | 7   | 12  | 36-39   | -3   | 29  | 8                      |
| 1991/92 | 30  | 15  | 6   | 9   | 46-34   | +12  | 36  | 4                      |
| 1990/91 | 30  | 10  | 11  | 9   | 25-28   | -3   | 31  | 7                      |
| 1989/90 | 30  | 10  | 9   | 11  | 31-34   | -3   | 39  | 7                      |
| 1988/89 | 30  | 8   | 4/6 | 12  | 34-41   | -7   | 38  | 12                     |
| 1987/88 | 30  | 9   | 9   | 12  | 39-50   | -11  | 27  | 12                     |
| 1986/87 | 30  | 9   | 9   | 12  | 36-41   | -5   | 27  | 13                     |
| 1985/86 | 30  | 8   | 8   | 14  | 28-46   | -18  | 24  | 14                     |
| УКУПНО  | 468 | 147 | 132 | 189 | 519-625 | -106 | 506 |                        |

УУ = Укупно утакмица; ПБ = Победе; НР = Нерешено; ИЗ = Укупно пораза; ГД = Голова дато; ГП = Голова примљено; ГР = Гол-разлика; Бо = Бодова